# José Antonio Viera
José Antonio Viera Chacón (Villamanrique de la Condesa, Sevilla, 24 de marzo de 1946) es un político español perteneciente al PSOE hasta el 26 de junio de 2015, cuando abandonó el partido ante su negativa de entregar el acta de diputado nacional al verse imputado por el TS por un delito de corrupción. Actualmente es diputado, en el Grupo Mixto por la provincia de Sevilla. 
Ha sido condenado a siete años y un día de prisión, y a inhabilitación absoluta durante 18 años y un día por los delitos continuados de malversación y prevaricación.

## Biografía
Fue senador y parlamentario en el Parlamento de Andalucía, Secretario general del PSOE de Sevilla y presidente del parque Tecnológico Cartuja 93. Con anterioridad a su carrera política, fue entrenador de fútbol profesional, dirigiendo, entre otros conjuntos, al Sevilla Atlético (de 1976 a 1978), Algeciras (temporada 79-80) y Xerez CD (80-81).
José Antonio Viera es profesor de Enseñanza Secundaria.
José Antonio Viera se afilió al PSOE en 1981. Empezó su carrera política ocupando diversos cargos en el Comité Provincial del PSOE de Sevilla. Ha sido concejal en el ayuntamiento de Tocina entre 1983 y 1987. También ha sido delegado provincial de la consejería de Educación y Ciencia entre marzo de 1989 hasta 1992, delegado provincial de Gobernación de la Junta de Andalucía en Sevilla (1994-1996), delegado de la Junta de Andalucía en la provincia de Sevilla (1996-2000). Fue coordinador de las actuaciones de la Junta en la rotura de la balsa de Boliden de Aznalcóllar. En 2000 fue nombrado por Manuel Chaves consejero de Empleo y Desarrollo Tecnológico, cargo que ostentaría hasta 2004. Como consejero de Empleo y Desarrollo Tecnológico, el 30 de enero de 2004, presidió la reunión del Instituto de Fomento de Andalucía (IFA), en la que se concedió una subvención a la empresa Marco de Estudios y Proyección siglo XXI, S.L., en la que trabajaba su hija Sonia Viera. Ese año, es nombrado delegado de Gobierno en Andalucía hasta 2007.
Diputado en la vii legislatura del Parlamento de Andalucía, elegido por Sevilla en las elecciones de 2004.
El 12 de febrero de 2012 dimitió como secretario general del PSOE de Sevilla.
Actualmente (agosto de 2014) se encuentra "preimputado" (no habiendo sido formalmente imputado por parte de la Jueza de Instrucción Mercedes Alaya) por presunta corrupción por el Caso ERE en Andalucía, a espera de juicio. Las actuaciones han sido elevadas junto a las del resto de imputados aforados al Tribunal Supremo.
El 25 de junio de 2015 es imputado por el Tribunal Supremo y el PSOE (partido en el que militaba) le pide que entregue el acta de diputado. Viera se niega a entregar el acta y el 26 de junio de 2015 abandona la militancia en el PSOE, deja el partido y pasa a formar parte del Grupo Mixto.